# مزققية
المزققية (الاسم العلمي: Ascobolaceae) هي فصيلة من الفطريات تتبع رتبة الفنجانيات من طائفة الفنجانيانية.

## الأجناس
- المزققة
- Anserina
- Ascophanella
- Ascophanopsis
- Ascophanus
- Crouaniella
- Cubonia
- Dasybolus
- Dasyobolus
- Ornithascus
- Rhizostilbella
- Saccobolus
- Seliniella
- Sphaeridiobolus
- Thecotheus